# Предсознание
Предсозна́ние — термин психоанализа, обозначающий те восприятия, мысли и воспоминания, которые, не являясь частью нашего нынешнего осознанного опыта, все же остаются доступными для осознания. Другими словами это то, что может быть воспринято при фокусировке внимания, но в настоящее время ещё не осознано. 
Предсознание - разновидность бессознательного, относящаяся к подпороговому восприятию. Это информация, которая была воспринята человеком, но не дошла до сознания, вызывающая слабые подпороговые ощущения. При повышении внимательности эта информация может быть воспринята осознанно. 
К предсознанию относятся воспоминания: я их не помню, но если постараюсь вспомнить, то они в моем сознании появятся.

## Предсознание в работах Фрейда
Предсознательное или предсознание — в классическом психоанализе Зигмунда Фрейда одна из трёх систем психики человека (бессознательное — предсознание — сознание), основным отличительным признаком которой выступает наличие в ней информации и процессов, не являющихся сознательными душевными актами (например, воспоминаний, неактуализированных знаний и т. д.), но способных стать сознательными (осознанными) при совпадении определённых условий. Для предсознательного также характерно наличие в нём преимущественно «связанной» энергии и вторичных процессов. В общем, предсознательное существенно отличается от бессознательного и сознания по содержанию ( в том числе возможности и мере осознанности-неосознанности), форме энергии, типу процессов, характеру и форме информации и функциям. Как система психики, предсознательное обеспечивает взаимосвязь и взаимодействие сознания и бессознательного.